# 厚嘴苇莺
厚嘴苇莺（学名：Arundinax aedon）又称厚嘴芦莺，是雀形目苇莺科的一种鸟类。繁殖於溫帶的東古北界，從西伯利亞南部到蒙古西部。牠是遷徙性鳥類，於熱帶南亞和東南亞過冬。牠在西歐洲是非常罕見的迷鳥。
该物种的模式产地在西伯利亚。

## 分類
它有時被歸入單型屬Phragmaticola（或Phragamaticola），並長期被歸為葦鶯屬（Acrocephalus），2009年時曾建議將其歸入靴籬鶯屬（Iduna）系群。 然而，2014年的一項基於更多基因座的系統發育研究顯示，它不屬於靴籬鶯屬系群，因此建議恢復使用Phragamaticola或蘆鶯屬（Arundinax）；後者作為更早的可用屬名，具有優先權。
屬名Arundinax源自拉丁語arundo, arundinis，意為「蘆葦」，而古希臘語anax則意為「主人」。種名aedon來自古希臘語aedon，意思是夜鶯。在希臘神話中，艾東在試圖殺害她姐姐尼奧柏的兒子時，錯殺了自己的兒子，隨後被變成夜鶯。

## 描述
厚嘴苇莺体重约22.4克，翼长约78.4毫米，嘴峰长约17.8毫米，喙宽度约4.9毫米，喙厚度约5.1毫米，跗蹠长约26毫米，尾长约78.6毫米。
這是一種大型的葦鶯，長度達16—17.5 cm（6.3—6.9英寸），幾乎和大葦鶯一樣大。成鳥背部為無斑的棕色，下半身為黃褐色，幾乎沒有明顯的羽毛特徵。前額圓潤，喙短且尖。與大多數葦鶯相同，雌雄鳥外觀相同，但幼鳥下半身的黃褐色更為濃重。像大多數葦鶯一樣，牠們是食蟲動物，但也會捕食其他小型獵物。

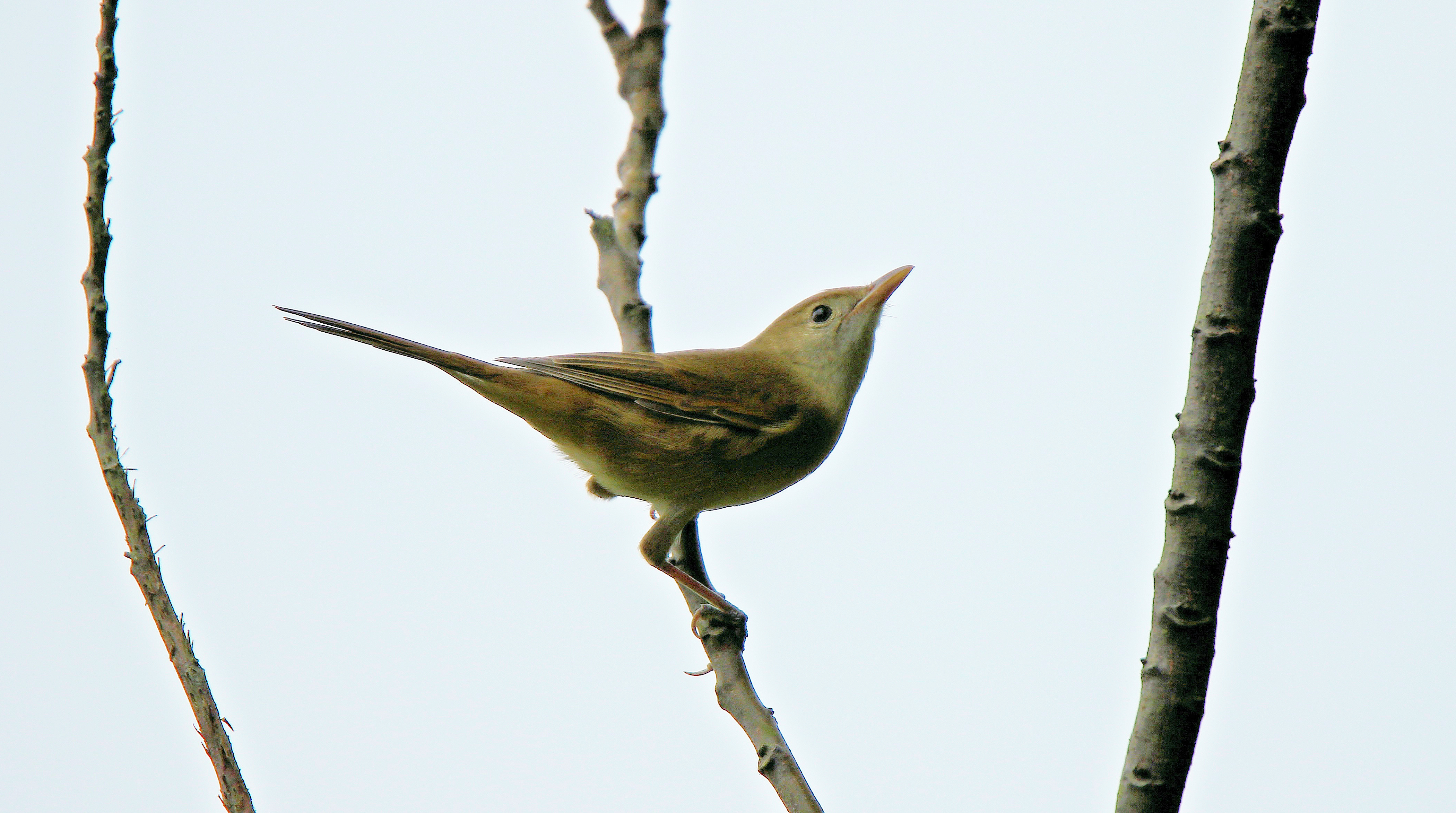
Thick-billed warbler

牠的鳴唱快速而響亮，類似於濕地葦鶯，並加入了大量模仿聲及典型葦鶯科的哨音。

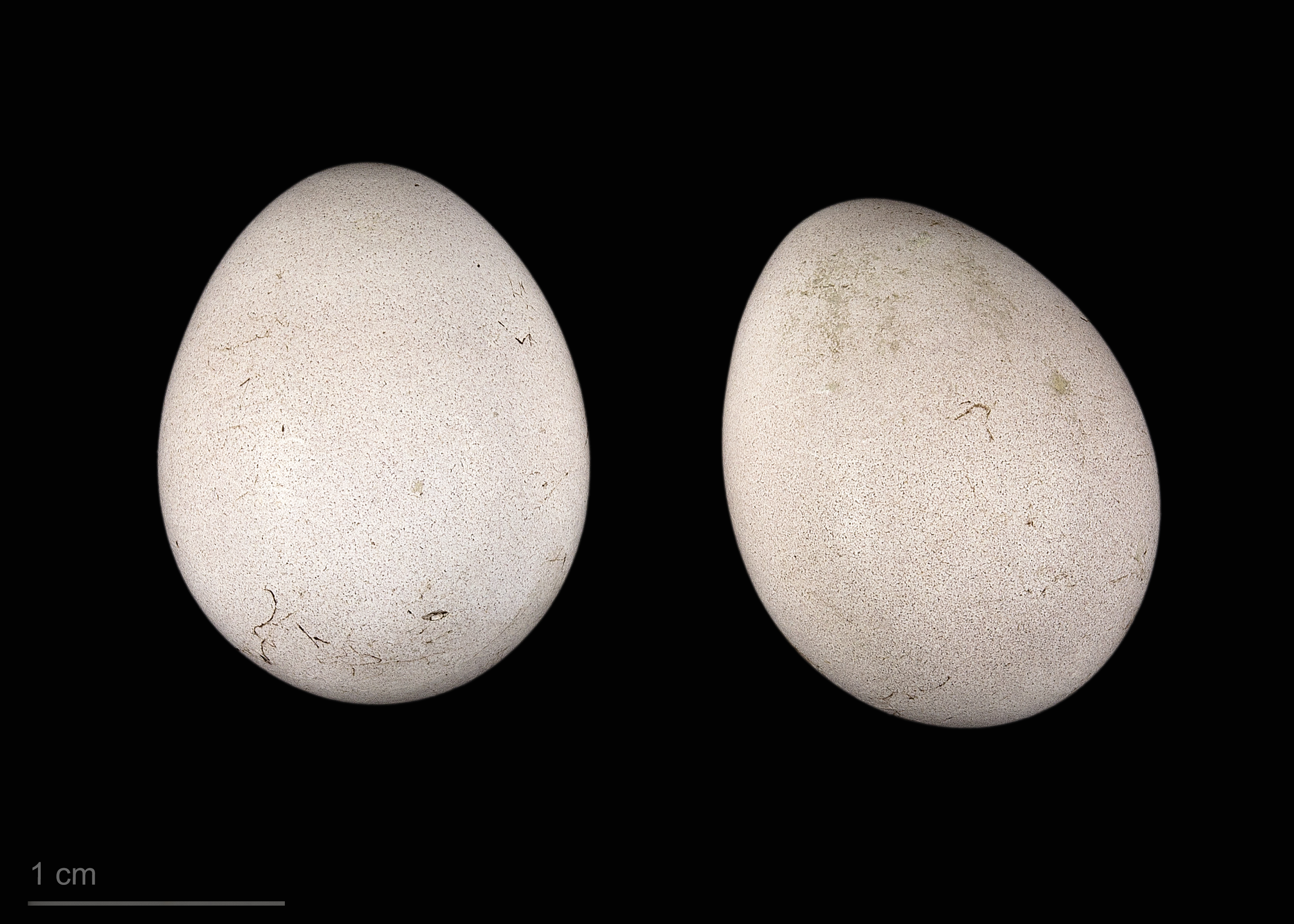
卵 Arundinax aedon aedon

## 棲地
這種雀形目鳥類棲息於茂密的植被中，如蘆葦、灌木和濃密的灌叢中。牠們在低矮的樹上築巢，通常產下五到六顆卵。
厚嘴苇莺是候鸟，其栖息在开放的灌木丛中，食性为肉食性，主要食物来源是陆生无脊椎动物。

## 亞種
- ：分布于南西伯利亚至西蒙古；越冬于缅甸、泰国、印度尼西亚。
- ：分布于东西伯利亚至蒙古；越冬于中国东南、泰国和印度支那。[9]